# Maria Droba
Maria Droba – polska biolog, dr hab. nauk przyrodniczych, profesor i kierownik Katedry Chemii i Toksykologii Żywności Wydziału Biologicznego i Rolniczego Uniwersytetu Rzeszowskiego.

## Życiorys
W 1976 obroniła pracę doktorską Działanie pochodnych dodecylosiarczanu sodu i Tritonu X-100 na struktury lamellarne chloroplastów, w 1990 habilitowała się na podstawie pracy zatytułowanej Enzymy hydrolityczne występujące w nasieniu koguta. 31 października 2007 uzyskała tytuł profesora nauk rolniczych.
Została zatrudniona na stanowisku profesora i kierownika w Katedrze Chemii i Toksykologii Żywności na Wydziale Biologicznym i Rolniczym Uniwersytetu Rzeszowskiego.